# Alchemilla mantoniae
Alchemilla mantoniae é uma espécie de rosácea do gênero Alchemilla, pertencente à família Rosaceae.